# Emil Breitkreutz

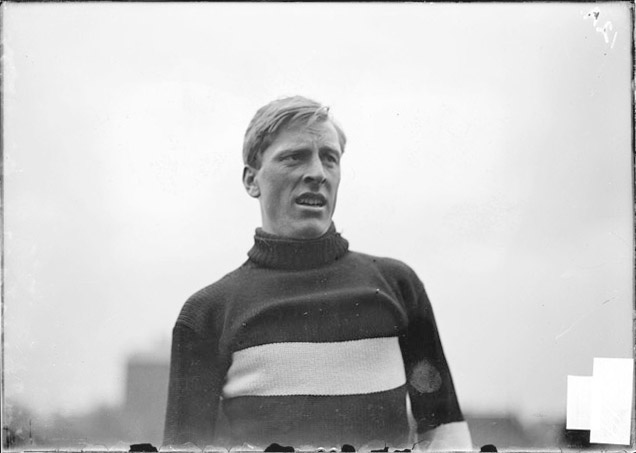
Emil Breitkreutz (1904)

Emil William Breitkreutz (* 16. November 1883 in Wausau, Wisconsin, Vereinigte Staaten; † 3. Mai 1972 in San Gabriel, Kalifornien, Vereinigte Staaten) war ein US-amerikanischer Sportler.
Bei den Olympischen Sommerspielen 1904 in St. Louis gewann Breitkreutz die Bronzemedaille im 800-Meter-Lauf.
Breitkreutz war der erste Basketball-Trainer bei den USC Trojans, der Sportabteilung der University of Southern California in Los Angeles. 1950 gehörte er zu den Gründern der dortigen Volleyball-Sparte.